# 许铭昌
許銘昌（1934年3月6日－2021年3月23日），中華民國空軍中將，生於日治臺灣高雄州楠梓庄，籍貫為高雄市橋頭區，畢業於空軍官校35期，三軍大學（國防大學）戰爭學院、空軍學院（現今空軍指揮參謀學院），為首位臺灣本省籍雷虎小組成員，曾任國防部常務次長、空軍副總司令、空軍總司令部督察長、空軍防警部司令、空作部司令、金防部副司令官、空軍飛訓部為現在的佳山基地（空軍教育暨準則發展指揮部）首任指揮官、空軍官校教育長、空軍737聯隊長、總統府空軍武官、空軍雷虎小組空軍飛行38年以及其他隊員等軍職。